# Roll the Bones
Roll the Bones es el título del decimocuarto álbum grabado en estudio por la agrupación canadiense de rock progresivo Rush. Fue lanzado al mercado el 3 de septiembre de 1991, alcanzando las categorías de disco de oro en ventas el 25 de octubre de 1991 y de platino el 31 de agosto de 2001. Se convirtió en el primer álbum de Rush -desde "Moving Pictures" (1981)- en entrar a la lista de popularidad "Billboard 200", llegando al número 3. Adicionalmente, ganó el Premio Juno en Canadá en la categoría "Mejor Carátula de Álbum" en 1992. El título del álbum es la expresión que se utiliza en idioma inglés para decir "lanza los dados"; forma aquí un juego de palabras con el tema principal del álbum: el azar versus el determinismo: jugar y usar el azar en favor de uno, en contra de soñar alcanzando alternativas teóricamente predeterminadas.

## Antecedentes
Durante la década de los años 1980, Rush experimentó fuertemente con sintetizadores, llegando incluso a colocarlos como elemento melódico preponderante, por encima del sonido de la guitarra. Roll the Bones marcaría una inversión en dicha tendencia: la guitarra comienza a escucharse como elemento melódico principal, aunque los sonidos del sintetizador todavía marcan la pauta musical, roquera pero aún muy influida por el jazz. El estilo musical presente en este álbum allanaría el camino para el adentramiento de la banda en el estilo alternativo de su siguiente álbum, "Counterparts" (1993).

## Lista de canciones
1. "Dreamline" (4.38)
2. "Bravado" (4:56)
3. "Roll the Bones" (5:30)
4. "Face Up" (3:54)
5. "Where's My Thing?" (Part IV, "Gangster Of Boats" Trilogy) (instrumental) (3:49)
6. "The Big Wheel" (5:15)
7. "Heresy" (5:26)
8. "Ghost of a Chance" (5:19)
9. "Neurotica" (4:40)
10. "You Bet Your Life" (5:00)

## Músicos
- Geddy Lee: Voz, Bajo, Sintetizadores y Rap en Roll the Bones
- Alex Lifeson: Guitarra eléctrica, guitarra acústica y coros
- Neil Peart: Batería y percusión
- Rupert Hine: Sintetizadores y coros

## Hitos
- El álbum alcanzó el número 3 en la lista de popularidad "Billboard 200" en 1991.
- Where's My Thing? estuvo nominada al Premio Grammy como "Mejor Interpretación Instrumental en Rock" en el año 1992. Sin embargo, el premio lo ganó el tema Cliffs of Dover, perteneciente al álbum "Ah Via Musicom" del guitarrista Eric Johnson. Esta fue la segunda oportunidad en que la banda estuvo nominada en esta categoría; en la primera (1981), el tema YYZ no pudo ganar el premio frente a Behind My Camel, contenido en el álbum "Zenyattà Mondatta" de la banda británica The Police.

- Datos: Q380215